# Get over the Border 〜JAM Project BEST COLLECTION VI〜
『Get over the Border 〜JAM Project BEST COLLECTION VI〜』（ゲット オーバー ザ ボーダー ジャム プロジェクト ベスト コレクション シックス）は、JAM Projectの6作目のベストアルバム。2008年8月6日にLantisから発売された。

## 概要
- ベストアルバムとしては、前作「Big Bang 〜JAM Project BEST COLLECTION V〜」から約1年1ヶ月ぶりのリリース。
- ベストアルバムとしてリリースされているが、収録されているシングルは『No Border』と『Rocks』の2つのみで事実上スタジオアルバムとほぼ近い形になっている。
- 同時発売になったLIVE DVD『JAM Project JAPAN FLIGHT 2008 No Border』との連動特典の応募券が同梱された。

## 収録曲
1. Get over the Border [4:36] 
作詞・作曲：影山ヒロノブ、編曲：栗山善親
2. No Border [4:52]
作詞・作曲：影山ヒロノブ、編曲：TRY FORCE
  - 特に表記は無いが、前曲と繋がっている・イントロのフェイクが変わっている等、厳密にはシングルとは別バージョンである。
3. Rocks [4:55] 
作詞・作曲：影山ヒロノブ、編曲：河野陽吾
4. Legend of the Heroes [4:38] 
作詞・作曲：影山ヒロノブ、編曲：渡部チェル
5. 翼 [5:18]
作詞：奥井雅美、作曲：福山芳樹、編曲：須藤賢一
6. SHURAKI [4:03]
作詞：奥井雅美、作曲・編曲：影山ヒロノブ
7. Milky Way [6:12]
作詞・作曲：奥井雅美、編曲：渡部チェル
8. BEAUTIFUL PEOPLE [4:25]
作詞・作曲・編曲：福山芳樹
9. NEW GENERATION! 〜KOBE to the WORLD〜 [4:33] 
作詞：中澤矢束、作曲・編曲：影山ヒロノブ
10. Portal [4:45]
作詞・作曲：奥井雅美、編曲：TRY FORCE
11. ハリケーンLOVE [4:48]
作詞・作曲：影山ヒロノブ、編曲：鈴木マサキ
12. HERO [5:07]
作詞・作曲：影山ヒロノブ、編曲：栗山善親・寺田志保
13. Sempre Sonhando 〜夢追人〜 [5:09]
作詞：ヒカルド・クルーズ，影山ヒロノブ、作曲：影山ヒロノブ、編曲：須藤賢一

## タイアップ
| 曲名                                  | タイアップ                                                           |
| ------------------------------------- | -------------------------------------------------------------------- |
| Rocks                                 | PS2『スーパーロボット大戦OG ORIGINAL GENERATIONS』オープニングテーマ |
| Legend of the Heroes                  | カードゲーム『少年サンデーvs少年マガジン』テーマソング               |
| SHURAKI                               | オリジナルフィギュア『シュラキ』テーマソング                         |
| NEW GENERATION! 〜KOBE to the WORLD〜 | プロレス団体『DRAGON GATE』テーマソング（2008年7月 - ）              |
| Portal                                | PS2『スーパーロボット大戦OG ORIGINAL GENERATIONS』エンディングテーマ |